# Martin Bartsch
Martin Bartsch (* 1942 in Lübbecke) ist ein deutscher Kirchenmusiker.
Bartsch studierte von 1962 bis 1965 Kirchenmusik an der Hochschule für Kirchenmusik der Evangelischen Kirche von Westfalen in Herford. Nach dem B-Examen setzte er seine Studien am Staatlichen Konservatorium in Bremen fort (A-Examen). Von 1967 bis 1982 war Martin Bartsch hauptberuflicher Kirchenmusiker in Bielefeld an der Neustädter Marienkirche. Seit 1978 ist Martin Bartsch Kirchenmusikdirektor (KMD). 1983 übernahm Bartsch das Amt des Landeskirchenmusikdirektor der Evangelischen Kirche von Kurhessen-Waldeck, das er bis 2007 ausübte. 1994 wurde ihm der Ehrentitel Kirchenrat, die höchste Auszeichnung der Landeskirche, verliehen. Neben seinen umfangreichen Aufgaben in der Landeskirche leitete er die Kirchenmusikalische Fortbildungsstätte Schlüchtern sowie die Osthessische Kantorei und die Kantorei der Stadtkirche Schlüchtern. Von 1992 bis 2007 leitete er die von ihm gegründete Kurhessische Kantorei Marburg. In Marburg nahm er mehrfach einen Lehrauftrag im Fachbereich Theologie an der Universität Marburg wahr.
Seine Pensionierungszeit ist geprägt von Tätigkeiten als Organist, Chorleiter, Referent und Herausgeber. Bartsch war bis 2010 Mitglied des Deutschen Musikrates, hier vertrat er die Evangelische Kirche in Deutschland. Seit dem Frühjahr 2008 bis zum Sommer 2012 war Martin Bartsch Vorsitzender der Kreissynode Schlüchtern.
Ab Wintersemester 2008 ist ihm an der Hochschule für Musik und Darstellende Kunst in Frankfurt am Main ein Lehrauftrag im Bereich Kirchenmusik übertragen worden. Diese Dozententätigkeit behält er auch von seinem neuen Wohnort Bielefeld (seit Sommer 2012) bei.
Zwischenzeitlich leitete Bartsch ein Jahr lang die Kirchenmusik in der A-Kirchenmusikerstelle Bad Hersfeld als Vakanzvertreter. 

## Veröffentlichungen
- Im Regionalteil Hessen des Evangelischen Gesangbuchs sind drei Lieder veröffentlicht, für die Martin Bartsch die Melodie geschaffen hat: EG Hessen 544: Der Weg ist so lang, EG Hessen 588: Tragt in die Welt nun ein Licht und EG Hessen 595: Die Erde ist des Herrn.
- Chorbuch: Kleiner Chor mit großem Klang (M.B. Herausgeber), Strube-Verlag, 2008